# (530) Turandot
(530) Turandot est un astéroïde de la ceinture principale.

## Description
(530) Turandot est un astéroïde de la ceinture principale découvert par Max Wolf le 11 avril 1904 à Heidelberg.
Il a été ainsi baptisé en référence au personnage de Turandot, princesse de Chine, dans l'opéra inachevé Turandot de Giacomo Puccini (1858-1924).